# Nervilia kotschyi
Nervilia kotschyi är en orkidéart som först beskrevs av Heinrich Gustav Reichenbach, och fick sitt nu gällande namn av Rudolf Schlechter. Nervilia kotschyi ingår i släktet Nervilia och familjen orkidéer.

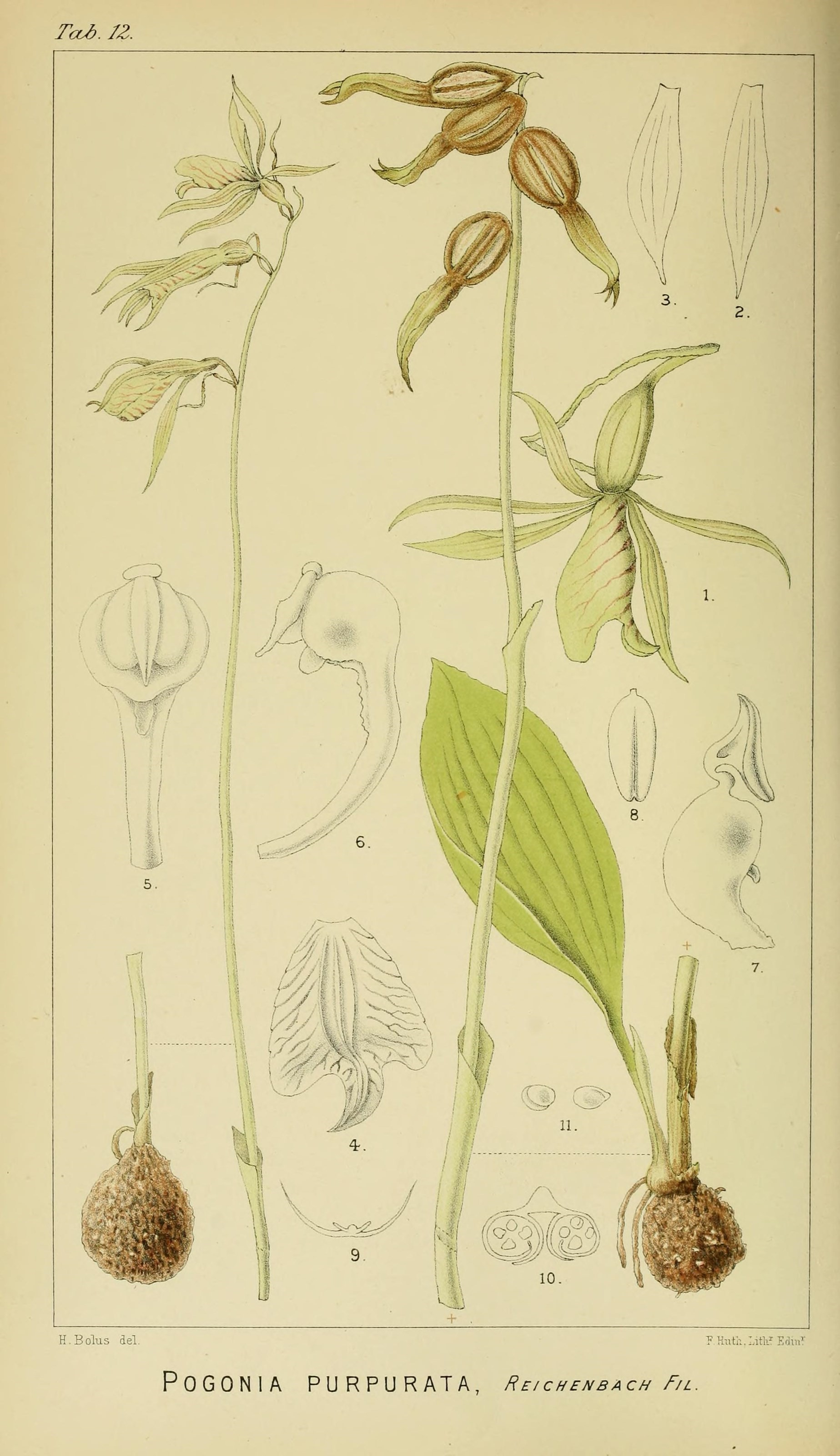

## Underarter
Arten delas in i följande underarter:
- N. k. kotschyi
- N. k. purpurata